# Volba prezidenta Československa 1948
Volba prezidenta Československa proběhla 14. června 1948 ve Vladislavském sále Pražského hradu, na schůzi Národního shromáždění republiky Československé, kterou vedl předseda Oldřich John. Prezident Edvard Beneš abdikoval na svou funkci 7. června 1948. Klement Gottwald byl zvolen čtvrtým československým prezidentem.

## Pozadí
V roce 1946 proběhly v Československu parlamentní volby, které vyhrála Komunistická strana Československa. Komunisté následně spolu s dalšími stranami Národní fronty sestavili Gottwaldem vedenou vládu. V únoru 1948 došlo k vládní krizi, vyvolané komunistickými zásahy do bezpečnostních složek. V reakci na toto dění podali ministři nekomunistických stran demisi s cílem oslabit rostoucí moc komunistů v zemi. Nakonec ale vládní krize skončila rekonstrukcí Gottwaldovy vlády, když byli odstoupivší ministři nahrazeni komunisty nebo loajálními politiky. 11. března zemřel po pádu z okna Černínského paláce ministr zahraničí Jan Masaryk; ve funkci jej nahradil komunista Vladimír Clementis. 9. května schválilo Ústavodárné Národní shromáždění novou Ústavu Československé republiky, kterou Beneš odmítl podepsat. Následně 30. května proběhly volby do nového Národního shromáždění, v kterých si voliči mohli vybírat pouze z kandidátů komunisty ovládané Národní fronty. Prezident Edvard Beneš abdikoval na svou funkci 7. června 1948.
Gottwald nebyl jediným zvažovaným kandidátem na prezidentskou funkci. Vedení komunistické strany zvažovalo jako kandidáta také historika Zdeňka Nejedlého. Nakonec se stranické vedení rozhodlo podpořit Gottwaldovu kandidaturu s cílem dodat legitimitu novému režimu.

## Průběh a výsledek volby
Prezidentské volby se účastnilo celkem 296 poslanců, kteří hlasovali zdvihnutím ruky nebo povstáním v poslanecké lavici. Gottwald obdržel hlasy všech zúčastněných poslanců, a byl tak zvolen československým prezidentem.

## Prezidentský slib
Prezidentský slib proběhl patnáct minut po volbě
John: Žádám Vás, abyste – maje pravici položenu na ústavu Československé republiky – pronesl slova slibu, předepsaná v § 75 ústavy, a tím potvrdil, že přejímáte povinnosti, uložené volbou a slibem.
Gottwald: Slibuji na svou čest a svědomí, že budu konat své povinnosti v duchu lidově demokratického zřízení podle vůle lidu a v zájmu lidu, dbát blaha republiky a šetřit ústavních a jiných zákonů.
5. schůze Národního shromáždění
Bezprostředně po volbě se Gottwald spolu s manželkou Martou Gottwaldovou odebrali do katedrály svatého Víta, kde se účastnil bohoslužby Te Deum, kterou vedl pražský arcibiskup Josef Beran. Poté s manželkou odjel do Lán položit květiny na hrob prezidenta Masaryka.